# Wladimir Köppen
Wladimir Peter Köppen (rusă Влади́мир Петро́вич Кёппен, Vladimir Petrovici Kioppen, n. 25 septembrie 1846 — d. 22 iunie 1940) a fost un geograf, meteorolog, climatolog și botanist german de origine rusă. După studiile făcute în Sankt Petersburg, și-a dezvoltat activitatea profesională în Austria și Germania mai toată viața. Cea mai notabilă contribuție a sa pentru știință a fost elaborarea clasificării climatice Köppen care, cu unele modificări, este folosită până în ziua de azi.

## Viață timpurie și educație
Bunicul lui Köppen a făcut parte dintr-un grup de medici germani aduși în Rusia de regina Ecaterina a II-a pentru a îmbunătăți situația sanitară din provincii. Acesta a devenit mai târziu medicul personal al țarului. Tatăl, Peter Köppen, a fost prolific în geografie, istorie și etnografie, contribuind la studierea vechilor culturi rusești și la schimbul de experiență dintre slaviștii occidentali și cercetătorii ruși. Wladimir a frecventat școala medie în Simferopol (Crimeea) și a început să studieze botanica în 1864 la Universitatea de Stat din Sankt Petersburg. Călătorea mult de la Sankt Petersburg la Simferopol, cât și prin Crimeea. Aceste călătorii, cât și diversitatea florală și geografică a peninsulei, i-au trezit lui Wladimir dorința de a studia mai profund rolul climei în natură. S-a transferat la Universitatea din Heidelberg în 1867 și a susținut doctoratul în 1870 la Universitatea din Leipzig, pe tema efectelor temperaturii asupra creșterii plantelor.

## Activitate profesională
În anii 1872 și 1873 a lucrat în serviciul meteorologic din Imperiul Rus. În 1875, s-a întors în Germania și a preluat sub conducere Divizia de Meteorologie Marină de pe lângă Observatorul naval german (Deutsche Seewarte) din Hamburg. Acolo era responsabil de furnizarea progrozelor meteorologice pentru partea de nord-vest a Germaniei și zonele maritime adiacente. A lucrat patru ani, după care s-a concentrat pe cercetări.

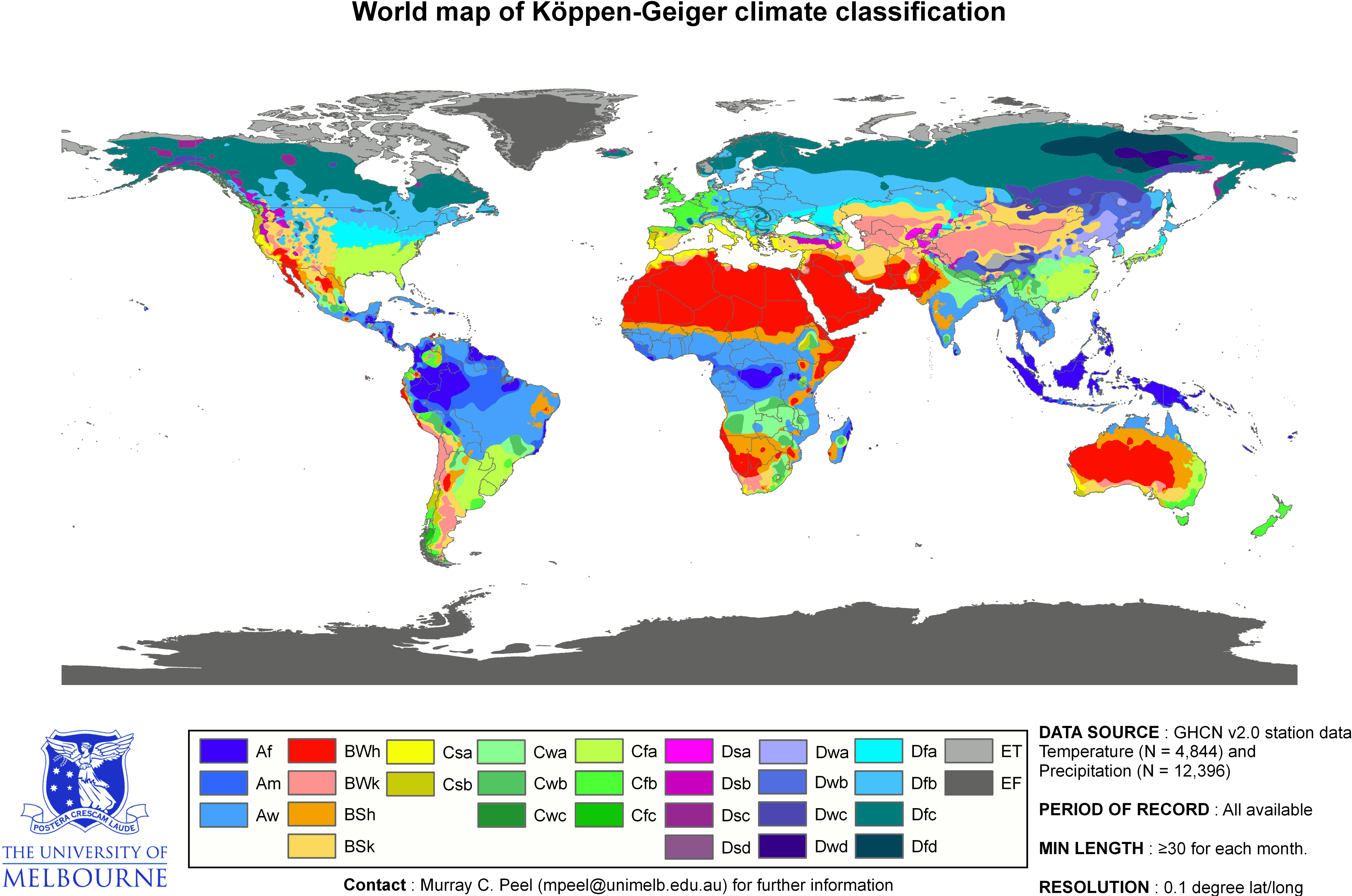
Harta clasificării climatice Köppen

Köppen a început să cerceteze clima prin lansarea baloanelor meteorologice pentru colectarea datelor din straturile atmosferice superioare. În 1884, el a publicat prima versiune a hărții zonelor climatice. Efortul său a contribuit la elaborarea clasificării climatice Köppen în jurul anului 1900, pe care a continuat s-o îmbunătățească până la sfârșitul vieții. Versiunea completă a clasificării a apărut în 1918, iar versiunea finală a fost publicată în 1936.
Fiind interesat și de paleoclimatologie, Wladimir a publicat în 1924, în colaborare cu ginerele său Alfred Wegener, o lucrare intitulată Die Klimate der Geologischen Vorzeit (din germană Climatele trecutului geologic), care a contribuit la dezvoltarea teoriei lui Milutin Milancovici privind epocile glaciare. A mai scris Termodinamica atmosferei în 1911 și a fost coautorul primului atlas al norilor în 1890.
Către sfârșitul vieții, Köppen a colaborat cu un alt climatolog german, Rudolf Geiger, la o lucrare în cinci volume intitulată Handbuch der Klimatologie (din germană Manual de climatologie). Lucrarea nu a fost finisată, a fost publicate doar câteva fragmente, trei dintre care ale lui Köppen. Geiger a continuat să lucreze la îmbunătățirea clasificării climatice după moartea savantului în 1940.
Köppen a scris peste 500 de lucrări, manifestând interes pentru o varietate largă de domenii, printre care și chestiuni sociale, investind mult timp și energie în probleme funciare și educaționale. A pledat pentru utilizarea limbii esperanto, inclusiv prin exemplu propriu traducându-și unele lucrări în această limbă.